# Nara (cacciatorpediniere)
Il Nara (楢? lett. "Quercia dalle foglie variopinte") è stato un cacciatorpediniere della Marina imperiale giapponese, diciassettesima unità della classe Matsu. Fu varato nel settembre 1944 dal cantiere navale Fujinagata a Osaka. Appartenente alla 53ª Divisione, non ebbe che un trascurabile servizio durante gli ultimi sei mesi della seconda guerra mondiale e rimase gravemente danneggiato sullo scorcio delle ostilità da una mina; malridotto, non fu ceduto a nessuna delle potenze vincitrici e fu demolito nel 1948.

## Caratteristiche
Il Nara presentava una lunghezza fuori tutto di 100 metri, una larghezza massima di 9,35 metri e un pescaggio di 3,30 metri; il dislocamento a pieno carico ammontava a 1 676 tonnellate. L'apparato motore era formato da due caldaie Kampon, due turbine a ingranaggi a vapore Kampon, due alberi motore con elica: erano erogati 19 000 shp, sufficienti per una velocità massima di 27,75 nodi (52,73 km/h); l'autonomia massima era di 4 680 miglia nautiche a 16 nodi (8 667 chilometri a 30,4 km/h). L'armamento era articolato su tre cannoni Type 89 da 127 mm L/40 in due affusti pressoché scoperti; quattro tubi lanciasiluri da 610 mm raggruppati in un impianto Type 92 e senza ricarica; venticinque cannoni automatici Type 96 da 25 mm L/60 e due lanciatori Type 94 per bombe di profondità (60 a bordo). Infine erano stati forniti un sonar Type 93, un radar Type 22 e uno Type 13. All'entrata in servizio l'equipaggio era formato da 210 uomini.

## Servizio operativo
Il cacciatorpediniere Nara fu ordinato nell'anno fiscale edito dal governo giapponese nel 1944. La sua chiglia fu impostata nel cantiere navale dell'azienda Fujinagata, nella città di Osaka, il 10 giugno 1944 e il varo avvenne il 12 ottobre seguente; fu completato il 26 novembre e il comando fu affidato al tenente di vascello Toshiharu Honda. Fu immediatamente assegnato all'11ª Squadriglia cacciatorpediniere, dipendente dalla Flotta Combinata e demandata all'addestramento delle nuove unità in tempo di guerra.
Il Nara ebbe una carriera priva di significativi eventi con la Marina imperiale. Infatti, conclusi messa a punto e la preparazione, il 15 marzo 1945 fu inserito nell'ordine di battaglia nell'appena attivata 53ª Divisione, che comprendeva inoltre il Keyaki, il Tachibana, lo Tsubaki, il Sakura e lo Yanagi: la divisione rimase comunque agli ordini dell'11ª Squadriglia che transitò alle dipendenze della depauperata 2ª Flotta il 1º aprile; tuttavia, dopo le gravi perdite patite nell'estrema operazione Ten-Go, essa fu disattivata e la 53ª Divisione e il resto della squadriglia tornarono alla Flotta Combinata. Dislocato, come buona parte della classe Matsu, nel bacino del Mare interno di Seto, vi condusse regolari operazioni di vigilanza negli ultimi mesi della seconda guerra mondiale, pur ostacolate dalla scarsità di carburante. Il 30 giugno urtò una mina a ovest-sudovest degli stretti di Shimonoseki, furono accusati gravi danni, l'apparato motore smise di funzionare e dovettero intervenire dei rimorchiatori per trainare il Nara al sicuro in porto. Il 15 luglio la 53ª Divisione fu sciolta e quello stesso giorno fu deciso di rinunciare a rimettere in efficienza il Nara, che fu ormeggiato a Moji e sostanzialmente posto in disarmo; il comandante Honda fu investito, nei giorni seguenti, del controllo congiunto dei parimenti danneggiati cacciatorpediniere Nire e Tsubaki. Il 15 agosto Tokyo accettò la dichiarazione di Potsdam e a fine mese l'equipaggio consegnò il Nara alle autorità d'occupazione statunitensi. Il 5 ottobre o il 30 novembre fu depennato dai registri della Marina imperiale, ma gli americani non si disturbarono a tentare una qualche riparazione e rimossero solo una parte delle armi e delle attrezzature militari.
Le potenze vincitrici decisero la spartizione del naviglio leggero giapponese catturato nel corso di quattro incontri, tenutisi nell'estate 1947 al quartier generale dello SCAP: durante la prima riunione el 28 giugno furono escluse le navi in condizioni troppo precarie o ritenute obsolete e il Nara rientrò in questa categoria. Rimase fermo a Moji per un altro anno fino al 1º luglio 1948, quando fu avviato alla demolizione nel porto di Shimonoseki.